# Poienari, Gorj
Poienari este un sat în comuna Bumbești-Pițic din județul Gorj, Oltenia, România.

## Vezi și
- Biserica de lemn din Poienari-Măgura

 Acest articol despre o localitate din județul Gorj este deocamdată un ciot. Puteți ajuta Wikipedia prin completarea lui.